# What a Fool Believes
Singles de The Doobie Brothers
Nothin' But a Heartache
(1977) Minute by Minute
(1979)
What a Fool Believes est une chanson écrite et composée par Michael McDonald et Kenny Loggins. Interprétée pour la première fois par Kenny Loggins en 1978, elle est enregistrée la même année par le groupe The Doobie Brothers (avec Michael McDonald au chant) et paraît sur l'album Minute by Minute en décembre 1978.
Premier extrait de l'album Minute by Minute des Doobie Brothers à être publié en single, What a Fool Believes rencontre un énorme succès dès sa sortie, puisqu'il parvient à se classer à la première place du Billboard Hot 100 aux États-Unis durant une semaine.
La chanson a été l'un des rares succès n° 1 à ne pas être du genre disco dans le Billboard Hot 100 au cours des huit premiers mois de 1979. Les paroles racontent l'histoire d'un homme qui retrouve un vieil amour et tente de raviver une relation amoureuse avec elle avant de découvrir que la relation en question n'a jamais vraiment existé.

## Version originale de Kenny Loggins
Kenny Loggins, co-auteur de la chanson, a sorti sa version de What a Fool Believes cinq mois avant la version des Doobie Brothers sur son deuxième album Nightwatch (en), sorti le 12 juillet 1978. Cette version apparaît comme le troisième morceau sur la deuxième face des formats 33 tours et cassette de l'album.

## Version des Doobie Brothers
En décembre 1978, cinq mois après la sortie de l'enregistrement original de Loggins, les Doobie Brothers (avec Michael McDonald au chant) ont inclus une reprise sur leur album Minute by Minute, leur version sort en single le mois suivant. Il s'agit de la version la plus connue de la chanson, entrant à la 73e place du Billboard Hot 100 le 20 janvier 1979, puis atteignant la première place le 14 avril 1979, pendant une semaine.

### Accueil critique
Le magazine Billboard a fait l'éloge de la performance vocale, des synthétiseurs et de la production. Le critique a décrit la chanson comme la construction d'un premier vers mélodique à « un refrain accrocheur qui réchauffe les cœurs ». Cash Box note que la chanson « a un accompagnement funk accessible, des cordes au-dessus et des voix typiquement uniques qui montent en flèche vers le haut ».

### Distinctions
En 1980, What a Fool Believes reçoit le Grammy Award de la chanson de l'année et le Grammy Award de l'enregistrement de l'année
Elle est incluse dans la sélection des 660 « chansons qui ont façonné le rock 'n' roll » du Rock and Roll Hall of Fame.

### Crédits
- Patrick Simmons – guitare
- Jeff "Skunk" Baxter – guitare
- Michael McDonald – claviers, synthétiseurs, chant principal et chœurs
- Tiran Porter – guitare basse
- Keith Knudsen, Ted Templeman – batterie
- Bill Payne – synthétiseur (avec Michael McDonald)
- Bobby LaKind – congas

### Classements et certifications
| Classement (1979)                | Meilleure position |
| -------------------------------- | ------------------ |
| Afrique du Sud (Springbok Radio) | 7                  |
| Australie (Kent Music Report)    | 12                 |
| Canada (RPM 100 Singles)         | 1                  |
| Canada (RPM Adult Contemporary)  | 1                  |
| États-Unis (Hot 100)             | 1                  |
| États-Unis (Adult Contemporary)  | 22                 |
| États-Unis (Disco Action)        | 40                 |
| États-Unis (Cash Box)            | 1                  |
| Irlande (IRMA)                   | 28                 |
| Nouvelle-Zélande (RMNZ)          | 5                  |
| Royaume-Uni (UK Singles Chart)   | 31                 |

| Classement (1986–87)                   | Meilleure position |
| -------------------------------------- | ------------------ |
| Belgique (Flandre Ultratop 50 Singles) | 16                 |
| Pays-Bas (Single Top 100)              | 10                 |
| Pays-Bas (Nederlandse Top 40)          | 12                 |
| Royaume-Uni (UK Singles Chart)         | 57                 |

| Classement (1979)             | Position |
| ----------------------------- | -------- |
| Australie (Kent Music Report) | 75       |
| Canada (RPM)                  | 31       |
| États-Unis (Hot 100)          | 19       |
| États-Unis (Cash Box)         | 5        |
| Nouvelle-Zélande (RIANZ)      | 37       |

| Pays              | Certification | Date       | Unités certifiées |
| ----------------- | ------------- | ---------- | ----------------- |
| États-Unis (RIAA) | Or            | 14/04/1979 | 1 000 000         |
| Royaume-Uni (BPI) | Or            | 25/05/2025 | 400 000           |

### Utilisation dans d'autres médias
- Dans le vingt-et-unième épisode de la saison 17 de la série d'animation Les Simpson, Le Vrai Descendant du singe, le titre est brièvement entendu lorsque Ned Flanders et ses enfants, débarquant dans la salle exposant la théorie de l'évolution de Charles Darwin, découvre la maquette consacrée au « mythe de la création » avec pour fond sonore What a Fool Believes.
- Dans l'épisode 9 de la saison 6 de Top Gear, Jeremy Clarkson l'écoute en conduisant (et en se moquant) de la nouvelle BMW M5 E60.
- Dans le jeu Grand Theft Auto V, le titre passe sur la radio Los Santos Rock Radio.

## Autres versions de Loggins et McDonald
Une version en public apparaît sur l'album de 1980 de Loggins, Kenny Loggins Alive.
Une réédition du single est sortie en 1986 et 1987, créditée sous le nom Doobie Brothers avec Michael McDonald. Il a été inclus sur l'album de compilation Sweet Freedom de 1986 de Michael McDonald. Il a atteint la 10e place du Single Top 100 néerlandais, la 12e place du Nederlandse Top 40, la 16e place de l'Ultratop 50 flamand et la 57e place du UK Singles Chart.
Une version enregistrée en public, interprétée en duo par Michael McDonald et Kenny Loggins, figure sur l'album live de ce dernier, Outside: From the Redwoods (en) sorti en 1993.
Le label Warner Bros. a également publié une version disco en maxi 45 tours de la version des Doobie Brothers en 1978 (accompagnée par Don't Stop to Watch the Weels), qui a culminé à la 40e place du classement Billboard Disco Action en avril 1979. Mixé par le producteur disco Jim Burgess, à 5:31 la chanson est considérablement plus longue que la version de 3 minutes 41 secondes incluse dans le simple 45 tours et l'album Minute by Minute. La version maxi a également un rythme de batterie plus prononcé.

## Version de Matt Bianco
Le groupe britannique Matt Bianco a sorti sa version de What a Fool Believes en single en 1991. Elle est parue sur leur quatrième album Samba in Your Casa. Le single atteint la 23e place du Irish Singles Chart au début de 1992.

### Liste des pistes
| No | Titre                 | Auteur                   | Durée |
| -- | --------------------- | ------------------------ | ----- |
| 1. | What a Fool Believes  | McDonald, Loggins        | 4:23  |
| 2. | Say It's Not Too Late | Mark Fisher, Mark Reilly | 4:56  |

## Autres reprises
De nombreuses reprises de la chanson ont été enregistrées, notamment par :
- 1980 : Aretha Franklin – extrait de l'album Aretha (classée 46e dans les charts britanniques[35]) ;
- 1980 : Julie Pietri – dans une adaptation en français sous le titre Drôle de fille, parue sur son premier album Julie[36] ;
- 1991 : George Michael – de Live in Birmingham, un disque bootleg live de 1991 ;
- 1996 : Ten Sharp – dans une version live, de l'album Roots Live[37],[38] ;
- 1997 : The Wades (en) – de The Feel Good Factor ;
- 1998 : Peter Cox, le chanteur du groupe Go West  – de la réédition 1998 de son premier album solo éponyme (39e au Royaume-Uni[35]) ;
- 1998 : M People – parue sur leur compilation The Best of M People[39] ;
- 2013 : Unchain (en) – de Love & Groove Delivery ;
- 2014 : The Doobie Brothers avec Sara Evans – extrait de leur album studio Southbound ;
- 2014 : Eric Benét – de son album de reprises From E to U: Volume 1[40] ;
- 2019 : Dionne Warwick – de son album studio She's Back[41].